# D-Day

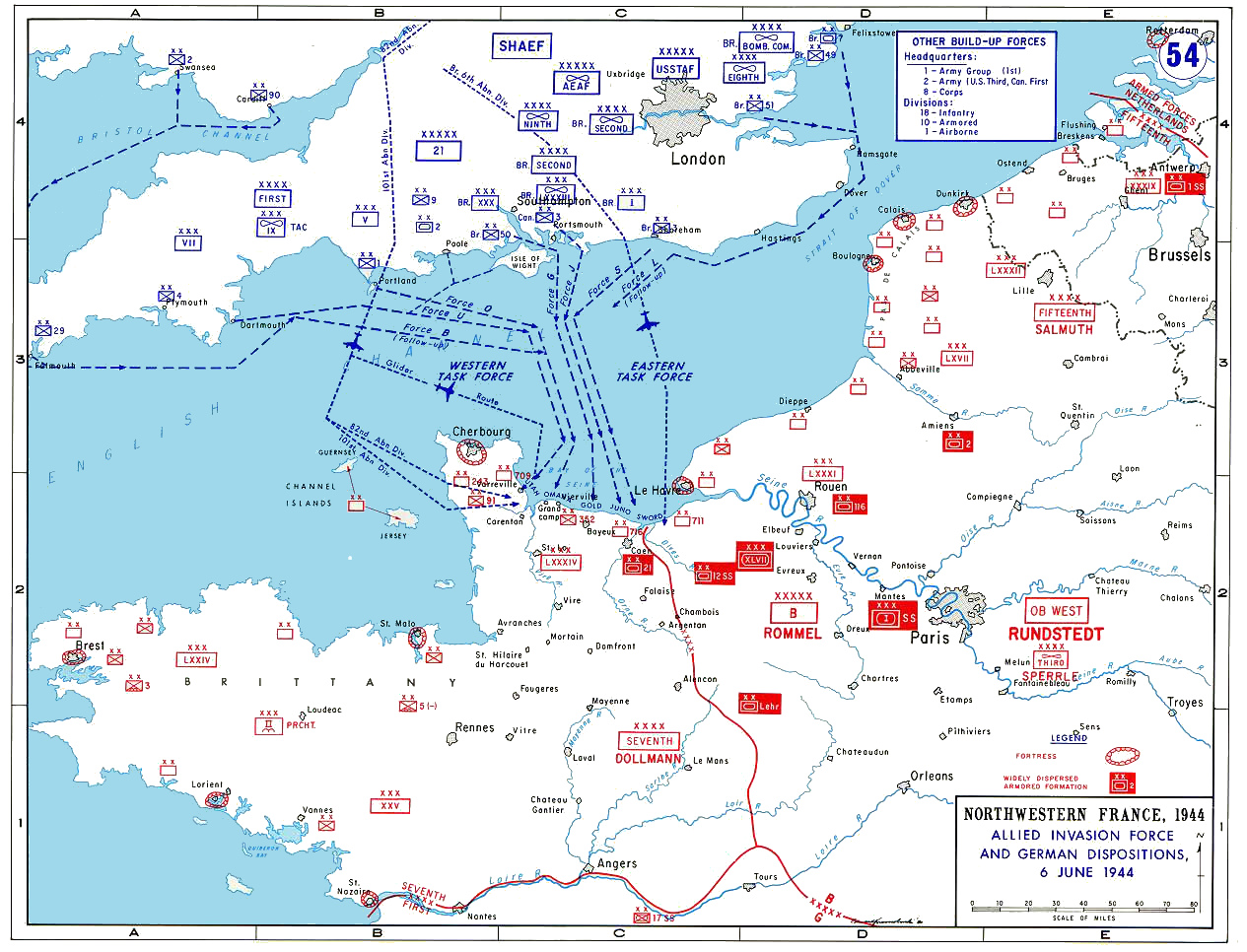
Piano di Battaglia per lo sbarco in Normandia

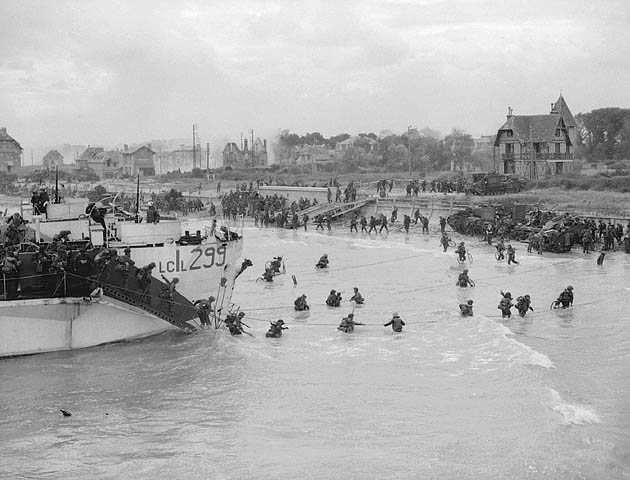
Il D-day per antonomasia: lo sbarco in Normandia del 1944

Il termine D-Day viene usato genericamente dai militari anglosassoni per indicare  il giorno in cui si deve iniziare un attacco o un'operazione di combattimento, ma viene spesso usato per riferirsi allo sbarco in Normandia del 6 giugno 1944, che segnò l'inizio della liberazione dell'Europa continentale dall'occupazione tedesca durante la seconda guerra mondiale.

## Utilizzo del termine
I termini D-day e H-hour sono usati per indicare il giorno e l'ora in cui deve essere iniziato un attacco o un'operazione militare. Essi designano il giorno e l'ora quando questi non sono ancora stati stabiliti o quando il segreto è essenziale. Le lettere sono derivate dalle parole che stanno a indicare, "D" per day (giorno in inglese) e "H" per hour (ora): una possibile resa in italiano sarebbe quindi "giorno G" e "ora O". Esiste solo un D-day e una H-hour per tutte le unità che partecipano a una data operazione. Non è necessario indicare che la H-hour è del D-day.
Quando usati in combinazione con cifre e con i segni + e -, questi termini indicano l'intervallo di tempo che precede o segue una specifica azione. Quindi, H-3 significa 3 ore prima dell'H-hour, e D+3 significa 3 giorni dopo il D-day. H+75 minuti significa 1 ora e un quarto dopo l'H-hour.
La pianificazione per operazioni su larga scala viene stabilita in dettaglio molto prima che venga decisa una data specifica. In un primo momento vengono emessi i vari passi da svolgere al D-day a all'H-hour, più o meno un certo numero di giorni, ore o minuti. Poi, al momento appropriato, viene emesso un ordine successivo che indica il giorno e l'ora precisi. Utilizzando i termini D-Day e H-Hour, è quindi possibile definire con precisione la sequenza temporale delle diverse azioni che comporranno l'operazione, ancora prima di averne stabilito la data di inizio.
Il primo utilizzo di questi termini da parte dell'esercito statunitense, che il Centro di Storia Militare è stato in grado di rintracciare, fu durante la prima guerra mondiale. Nell'Ordine di Campo numero 9, del I Corpo d'armata, Forza di Spedizione Americana, datato 7 settembre 1918: «Il I Corpo d'armata attaccherà all'ora H del giorno D con l'obiettivo di forzare l'evacuazione del saliente di St. Mihiel».
Il D-day per l'invasione della Normandia venne stabilito per il 6 giugno 1944 e tale data viene popolarmente indicata con l'abbreviazione D-day; in francese viene chiamato jour J.